# Seminario Feminismo e Ilustración

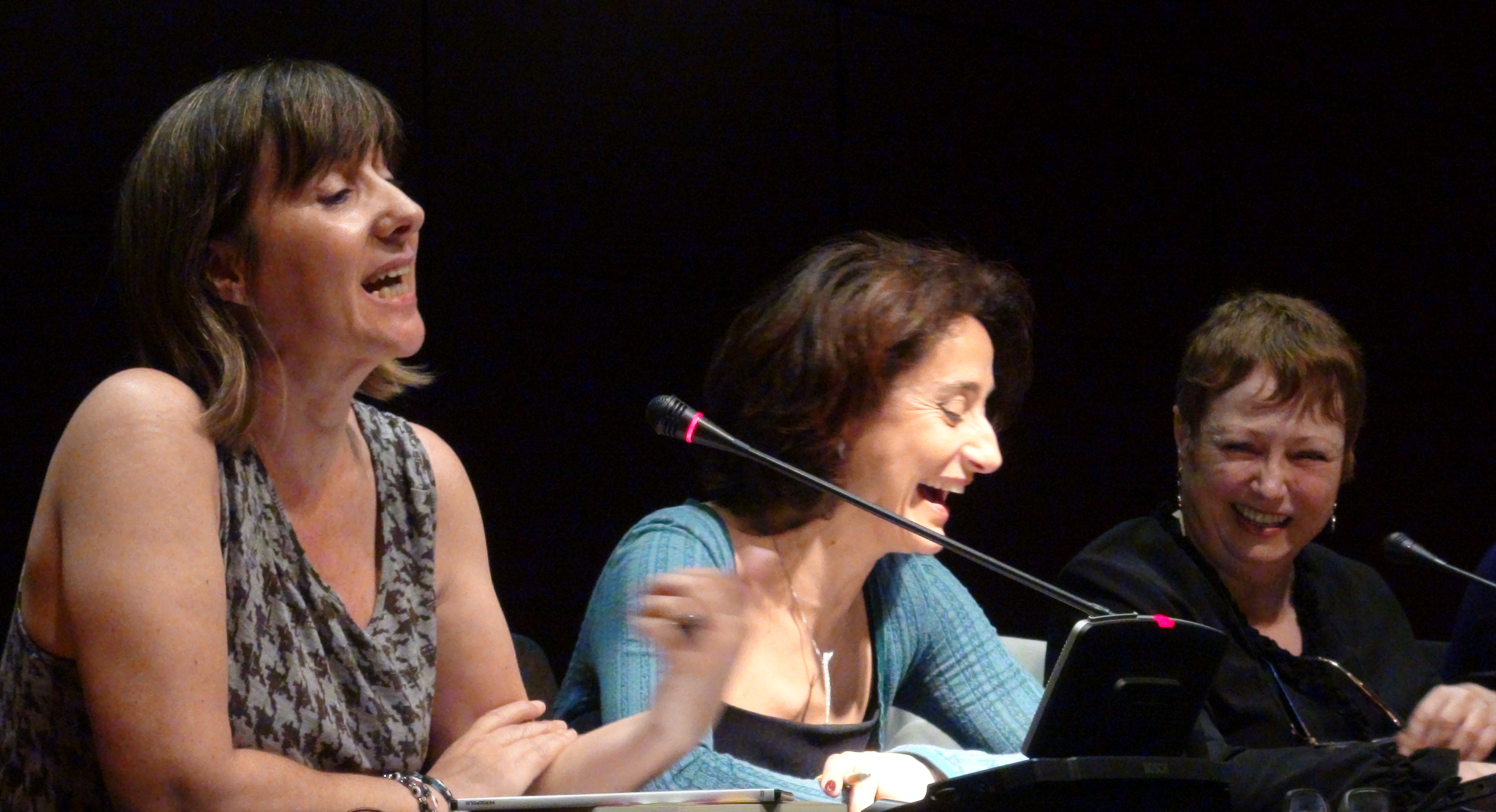
Ana de Miguel, Marián López Fernández Cao y Celia Amorós en el 20 Aniversario del curso de Historia de la Teoría Feminista. Madrid (2011)

El Seminario Feminismo e Ilustración (1987 - 1994) fue creado por la filósofa Celia Amorós. Se impartió en la Facultad de Filosofía y Letras de la Universidad Complutense de Madrid. En 1995 el seminario se transformó en el Proyecto de Investigación I+D Feminismo, Ilustración y Postmodernidad (Universidad Complutense de Madrid, 1995-1999).
Su creación fue clave para el avance de la investigación feminista en la academia, en un momento en el que aunque el movimiento feminista estaba en la calle todavía no había llegado a la universidad.
Como resultado de la investigación y los estudios realizados en torno al curso Historia de la Teoría Feminista que comenzó en el curso 1990/91 y que se continúa impartiendo (2016) se publicaron tres volúmenes titulados Teoría Feminista. De la Ilustración a la globalización (2005) coordinados por Celia Amorós y Ana de Miguel.

## Pensamiento
El objetivo del seminario fue la reconstrucción del pensamiento feminista desde la perspectiva de la Ilustración abiertas por las virtualidades universalizadoras de las premisas de la Ilustración. 
Del legado filosófico, Amorós reivindica los valores de la Ilustración: libertad, autonomía, igualdad, lucha de la razón contra el prejuicio, como elementos que posibilitaran la aparición del pensamiento feminista.
El seminario también se proponía analizar la ambigüedad de la Ilustración con respecto a las vindicaciones feministas, en la medida en que muchos pensadores ilustrados son incoherentes con sus propios presupuestos cuando se trata de aplicar a las mujeres las implicaciones de las nuevas conceptualizaciones acerca de lo que Amorós denomina "genéricamente humano" acuñadas por la nueva razón crítica.

## Miembros
Fueron miembros del seminario: Oliva Blanco, Elena Castelló, María Luisa Cavana, Rosa Cobo, Inmaculada Cubero, Ana de Miguel, Alejandro Escudero, María Luisa Femenías, Amalia González Suárez, Ángeles Jiménez Perona, Teresa López Pardina, Alberto Madrid, Cristina Molina Petit, Raquel Osborne, María Teresa Padilla, Aída Pinilla, Luisa Posada Kubissa, Alicia H. Puleo, Concha Roldán, Rosalía Romero, Marita Santa Cruz y Luis Enrique Tomás. Como ponentes invitadas, participaron: María Xosé Agra, Séverine Auffret, Neus Campillo, Concha Fagoaga, Eulalia Pérez Sedeño, Amelia Valcárcel y Mariló Vigil, entre otras.

## Publicaciones
- 1993 Actas del Seminario Permanente Feminismo e Ilustración, 1988-92. Amorós, Celia (Coord.)  Dirección General de la Mujer, Madrid.[2]
- 2005. Teoría feminista: de la ilustración a la globalización. 3 Volúmenes. Celia Amoros y Ana de Miguel. Editorial Minerva. ISBN 8488123531[5]